# JR東日本E353系電車
E353系電車（E353けいでんしゃ）は、東日本旅客鉄道（JR東日本）の直流特急形電車。

## 概要
1993年（平成5年）より中央本線（中央東線）の特急「スーパーあずさ」に使用されているE351系の老朽化による置き換え、および2001年（平成13年）より同線の特急「あずさ」「かいじ」を中心に使用されているE257系0番台についても、同じく老朽化が進行している185系を置き換えるための転用が予定されていることなどに対応するため、2014年（平成26年）2月4日に量産先行車の新造が発表され、2017年（平成29年）12月23日から営業運転を開始した。
9両編成（基本編成）と3両編成（付属編成）で構成され、両者は主回路機器を中心に相違点が見られる。12両編成あたりの定員は674名（量産化後の定員）である。
総合車両製作所で量産先行車である基本編成のS101編成9両（4-12号車）と付属編成のS201編成3両（1-3号車）の計12両が製造され、2015年（平成27年）7月25日に出場した。松本車両センターに配属され、中央本線・篠ノ井線の東京駅 - 塩尻駅 - 松本駅間を中心に大糸線松本駅 - 南小谷駅間、篠ノ井線・信越本線松本駅 - 長野駅間等にて性能評価や技術検証を行った後、量産車に反映されている。量産車の落成に合わせて、一部号車への大形荷物置き場の新設、全車両へのフルアクティブ動揺防止装置や9号車（サロE353形）への電動空気圧縮機搭載などの量産化改造が長野総合車両センターで実施された。
外観デザインは「伝統の継承」・「未来への躍動」をコンセプトにしており、内装・外装ともにデザイン監修は工業デザイナーの奥山清行が担当した。
「鉄道友の会」の第58回（2018年）ローレル賞を受賞した。

## 構造

### 車体
車体は、アルミニウム合金製の中空押し出し形材を用いたダブルスキン構造を採用する。運転台は高運転台構造で、先頭構体は屋根部と幌ふた部を除きFRPで構成されており、踏切事故対策のため先頭構体と運転室への出入台部をクラッシャブルゾーンとして設けている。付属編成3号車のクモハE352形と基本編成4号車のクハE353形は貫通構造とし、連結・解放作業の容易化を目的に自動幌装置を装備しており、編成間の旅客の行き来が可能である。付属編成1号車のクモハE353形と基本編成12号車のクハE352形も貫通構造の編成と同じデザインだが、貫通扉は準備工事段階に留めており、開くことができない。
前照灯はLEDによるもので、1ユニットは縦6個のLEDで構成（最下段のみ5個）しており、ロービーム（減光時）は上部の3ユニットが点灯、ハイビーム（全光時）は下部の2ユニットも点灯する。尾灯は縦5×横7列（35粒）のLED基盤を前照灯上に3ユニット並べたものである。
車体長は中間車が20,500 mm、先頭車が21,430 mm、台車中心間距離は14,150 mmである。曲線通過速度はE351系と同様に半径600 mのカーブの場合で本則+25 km/hの走行が可能である。車体が傾斜した場合でも車両限界内に収まるよう、車体の最大幅を2,920 mmに抑えるとともに、車体断面を屋根部に向かって絞り込む構造としている。床面高さは1,130 mmとし、ホームとの段差縮小を図っている。また、中央本線の狭小トンネルに対応できるようにパンタグラフ折り畳み時の高さを3,950 mmとしている。
量産先行車には各車両間の車端外妻面（連結部）に車端ダンパー（アンチローリングダンパー）と車体間ダンパー（ショックアブソーバー）の2つを取付けていたが、量産車では全車両にフルアクティブ動揺防止装置を搭載したため、車体間ダンパーは付いていない。各連結面には転落防止幌を設置するが、先頭車同士となる3・4号車間には転落防止放送装置を設置している。
各先頭車の屋根上には列車無線アンテナを設置しており、3号車のクモハE352形0番台と12号車のクハE352形0番台には車内案内情報配信用のWiMAXアンテナを設置している。このほか、1号車のクモハE353形0番台と4号車のクハE353形0番台の屋根上にはGPSアンテナの準備工事を、また全車両の屋根上にインターネット用WiMAXアンテナの準備工事している。
床構造は、台枠上に粒状ゴム・アルミニウム板・ゴム床で構成された防音床構造として車内静粛性を向上させている。なお、グリーン車はゴム床の代わりにカーペットを敷いている。

車体塗色は、南アルプスの雪をイメージしたアルパインホワイトを基本に「あずさ」伝統のあずさバイオレット■の細帯を側面に配している。前面は「ストリームブラック」、側窓周りは松本城の青みがかった漆黒をイメージした「キャッスルグレー」である。

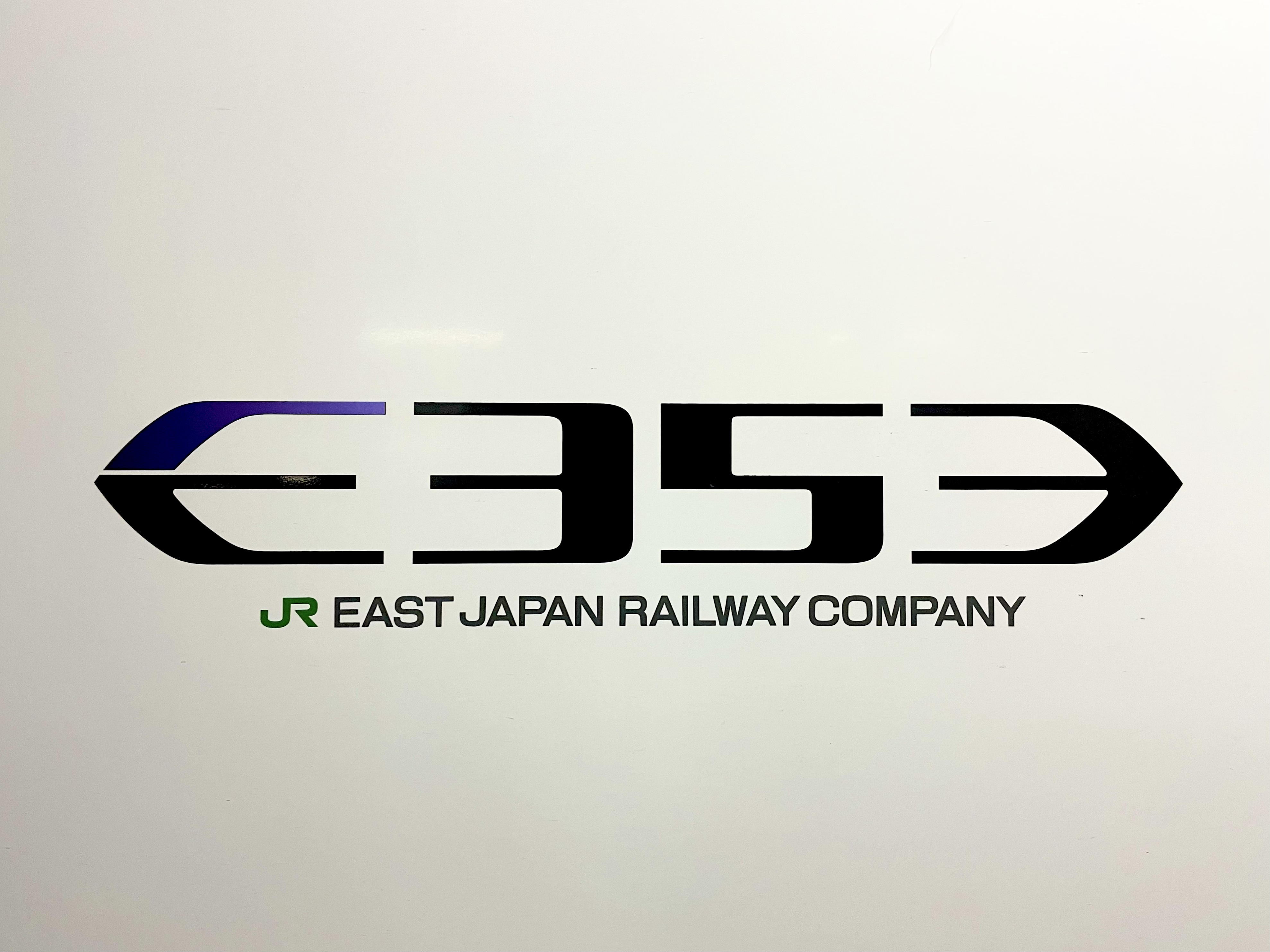
シンボルマーク
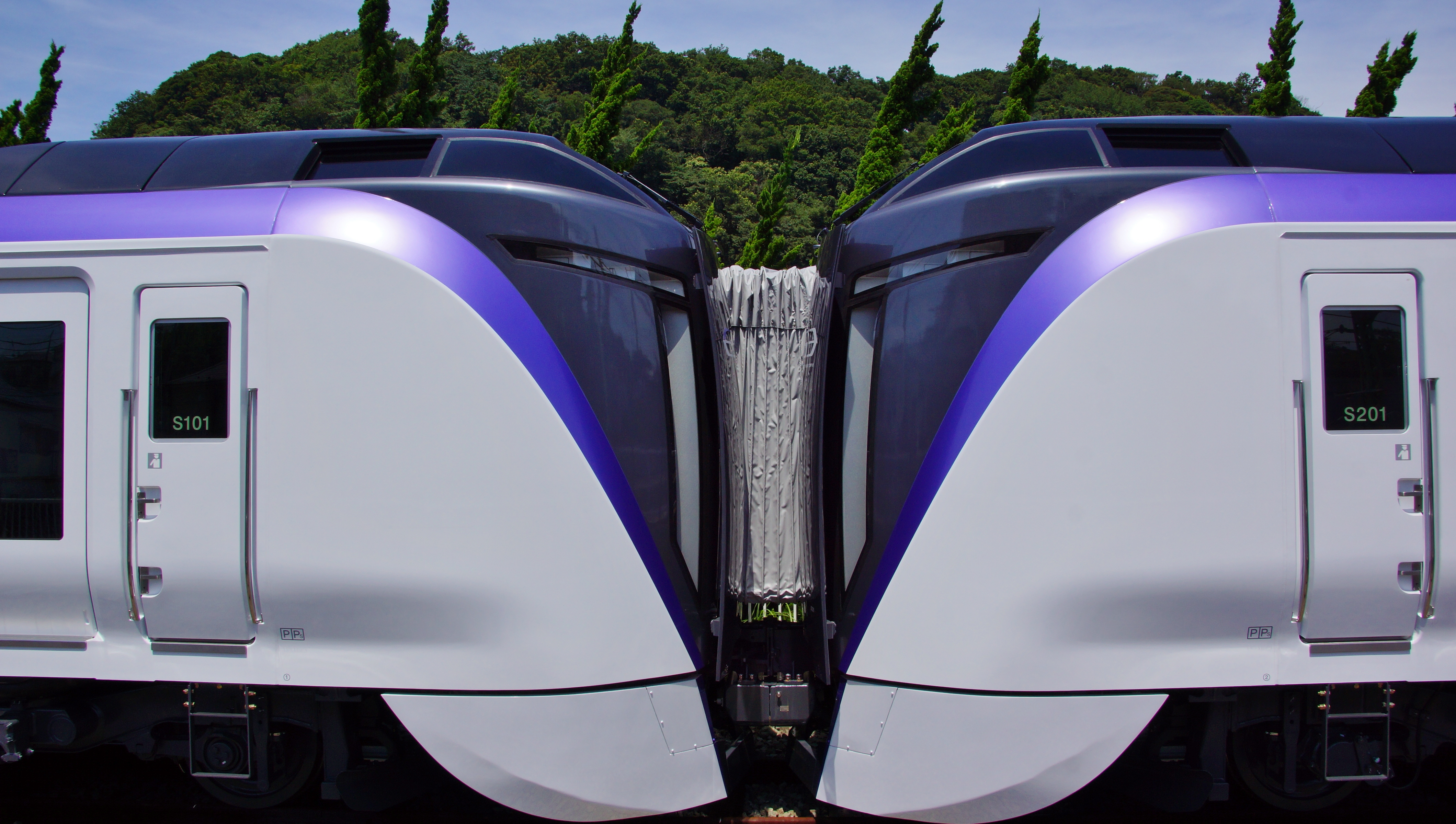
連結面
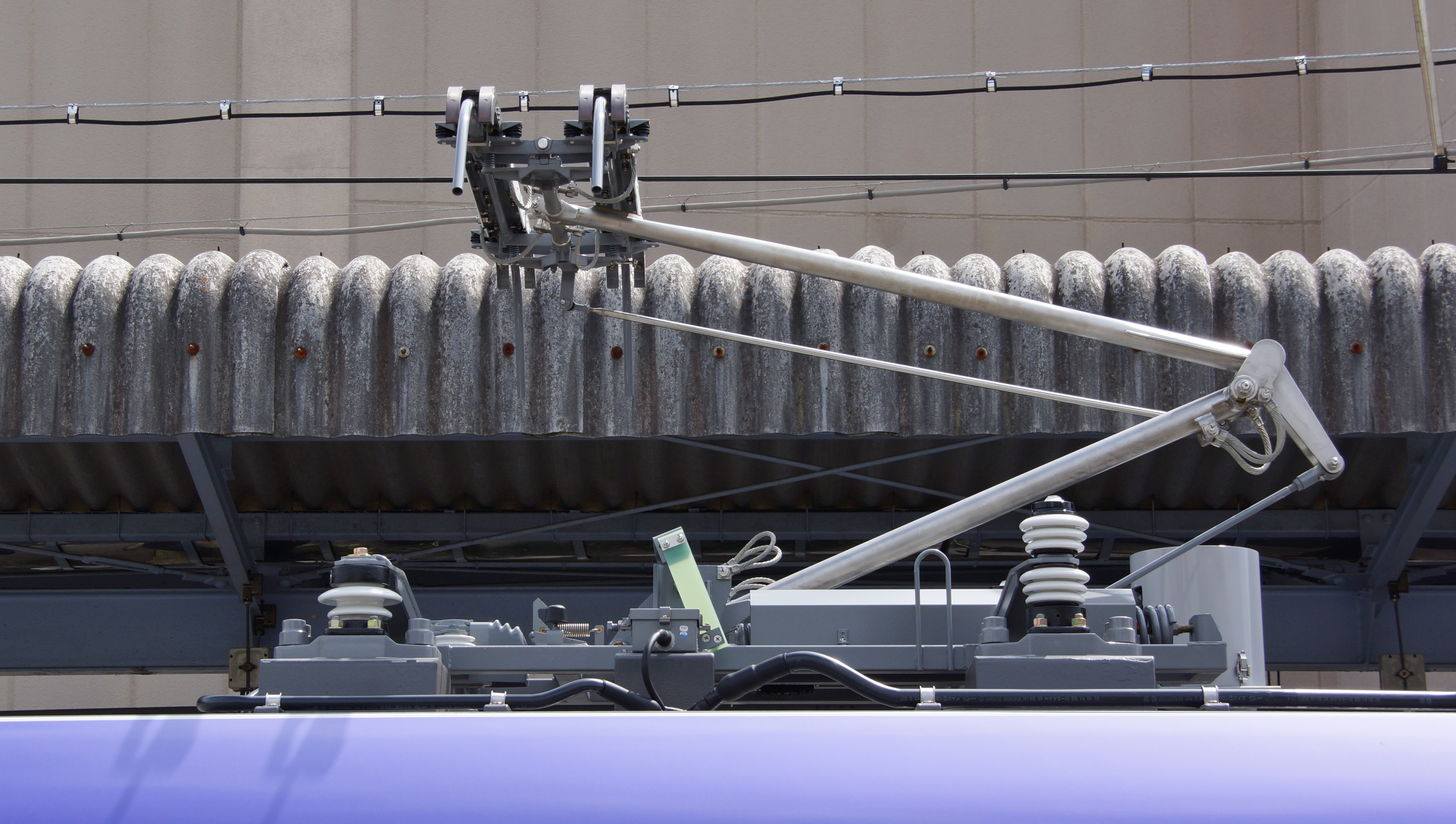
PS39パンタグラフ
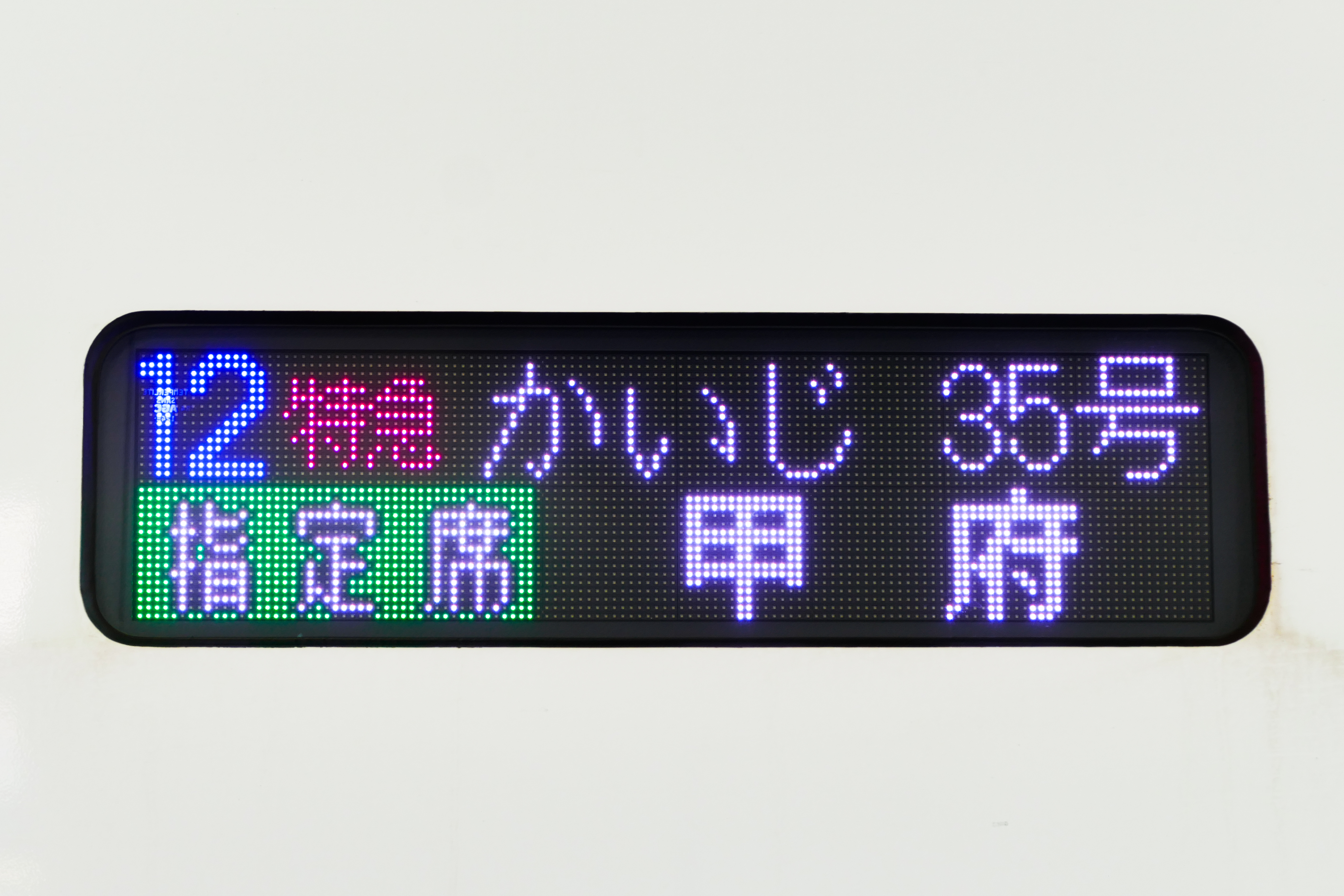
行先表示

### 車内
車内の内装は、南アルプスと沿線にある梓川の「きよらかさ」、ビジネスの「機能性」、レジャーの「高揚感」をコンセプトに、モダンでシンプルであるが上質で機能的な鮮やかさを表現しており、グリーン車と普通車で対照的な要素とすることで差別化を図っている。
普通車は、2+2列配置の回転式リクライニングシートが960 mmのピッチで設置されている。インテリアデザインは「活動的で明るい寒色」のライトグレーを基に車内全体を構成しており、腰掛は座面を黒色とし、背もたれ部分にはブルー系を基本をとした光沢感のある「みなも」のパターンを盛り込んだ配色としており、梓川の清らかな「水面のきらめき」を表現している。また、車体妻面から床にかけての配色は枕木方向に黒とライトグレーを分割した配色としており、空間的な広がりを意識させている。
グリーン車は、2+2列配置の回転式リクライニングシートが1,160 mmのピッチで設置されている。インテリアデザインは「より上質な寛ぎ感のある暖色のベージュ」を基に黒と赤の色を効果的に配色しており、腰掛は座面をグレーとし、背もたれ部分には黒地に赤色を配置して、見る角度によってその割合が変化する表地を採用しており、「ハイテク・モダン」・「高揚感」・「機能感」を表現している。また、沿線の特産であるブドウを連想させる赤色を天井の中央部・車体妻面の妻壁（客室と出入口デッキを仕切る壁）にある貫通扉・床の通路部にレール方向に配色することで、ストリーム感を表現している。
JR東日本の在来線特急車両としては初めて室内照明にLEDによる間接照明を採用しており、窓側の座席の上部にある荷棚の下部には、各座席の風向きと風量の調整が可能な個別吹出し式の空調装置を採用している。また、グリーン車と普通車の全座席には、座席の後側の下部または肘掛けの下部に電源コンセントとパソコンなどを置くことができるテーブルを設置しており、車内案内表示器は2段表示のフルカラーLEDを採用している。その他にも、多目的室・改良形ハンドル形電動車椅子での利用が可能な大型トイレ・横に2席ある座席を1席とし、開いたスペースに車椅子が固定可能な座席のほか、各車両の各デッキには防犯カメラ、客室とトイレには非常通話装置、1編成当たり1台の自動体外式除細動器（AED）などを備えている。
量産車からは、普通車の一部号車（1・3・5・7・10・12号車）の座席を1脚（2人分）減らし、大形荷物の置き場が設けられている。グリーン車（9号車）にも荷物置き場を設置するが、こちらは客室外（デッキ）部の配電盤スペースを改良して設置しており、客室定員は変更していない。普通車の座席上荷物棚下部にはE657系同様に座席ランプが設置されている。

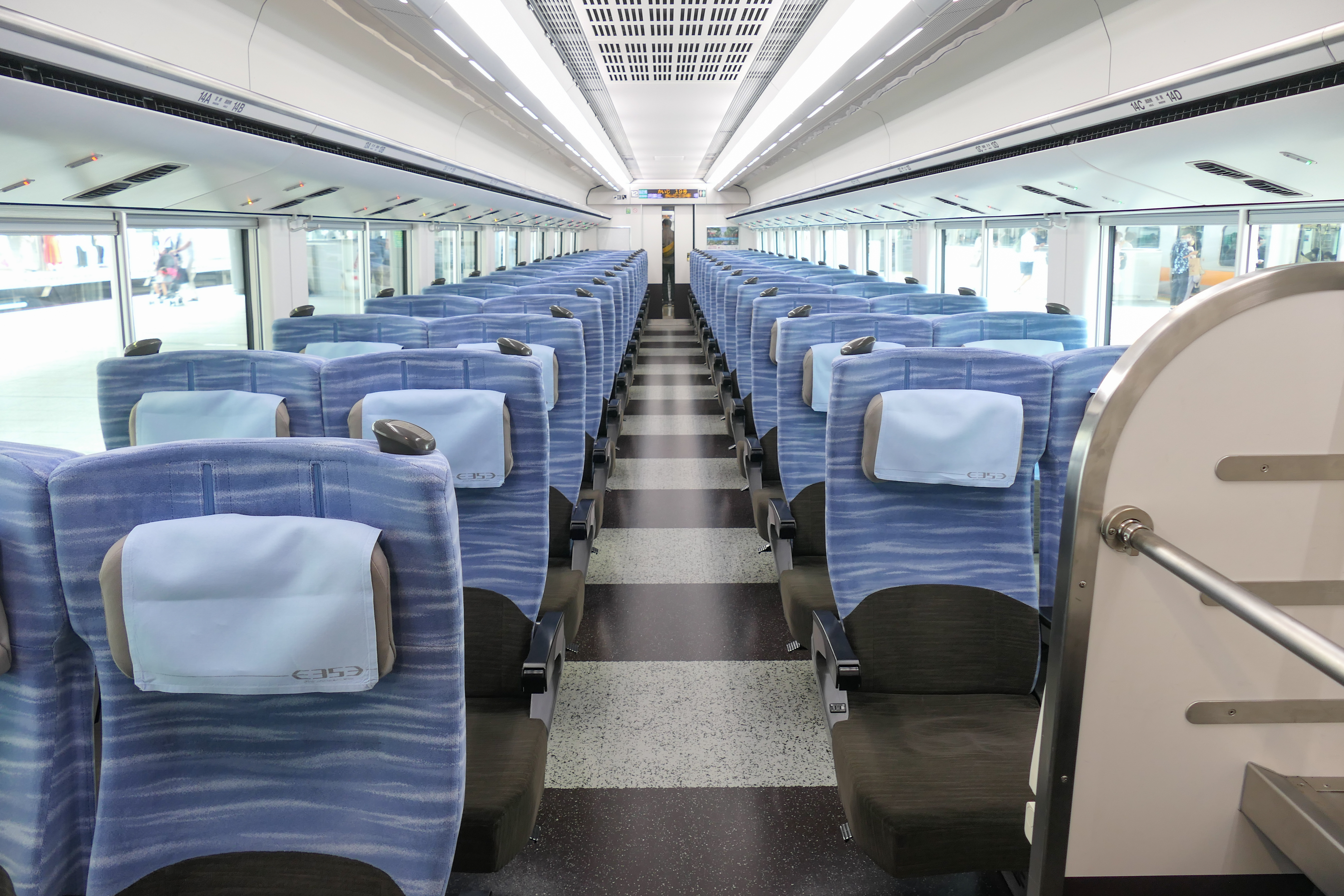
普通車車内
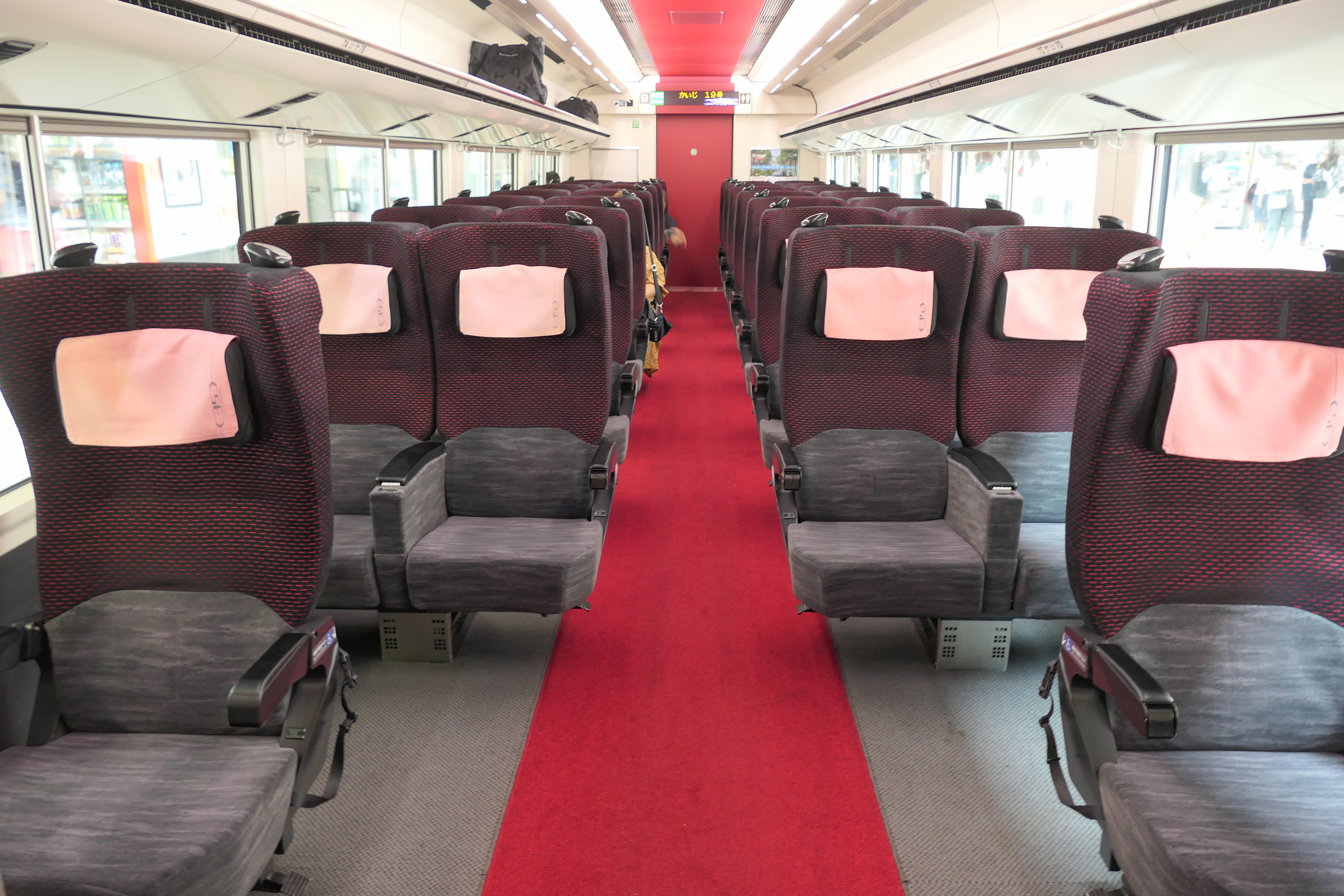
グリーン車車内
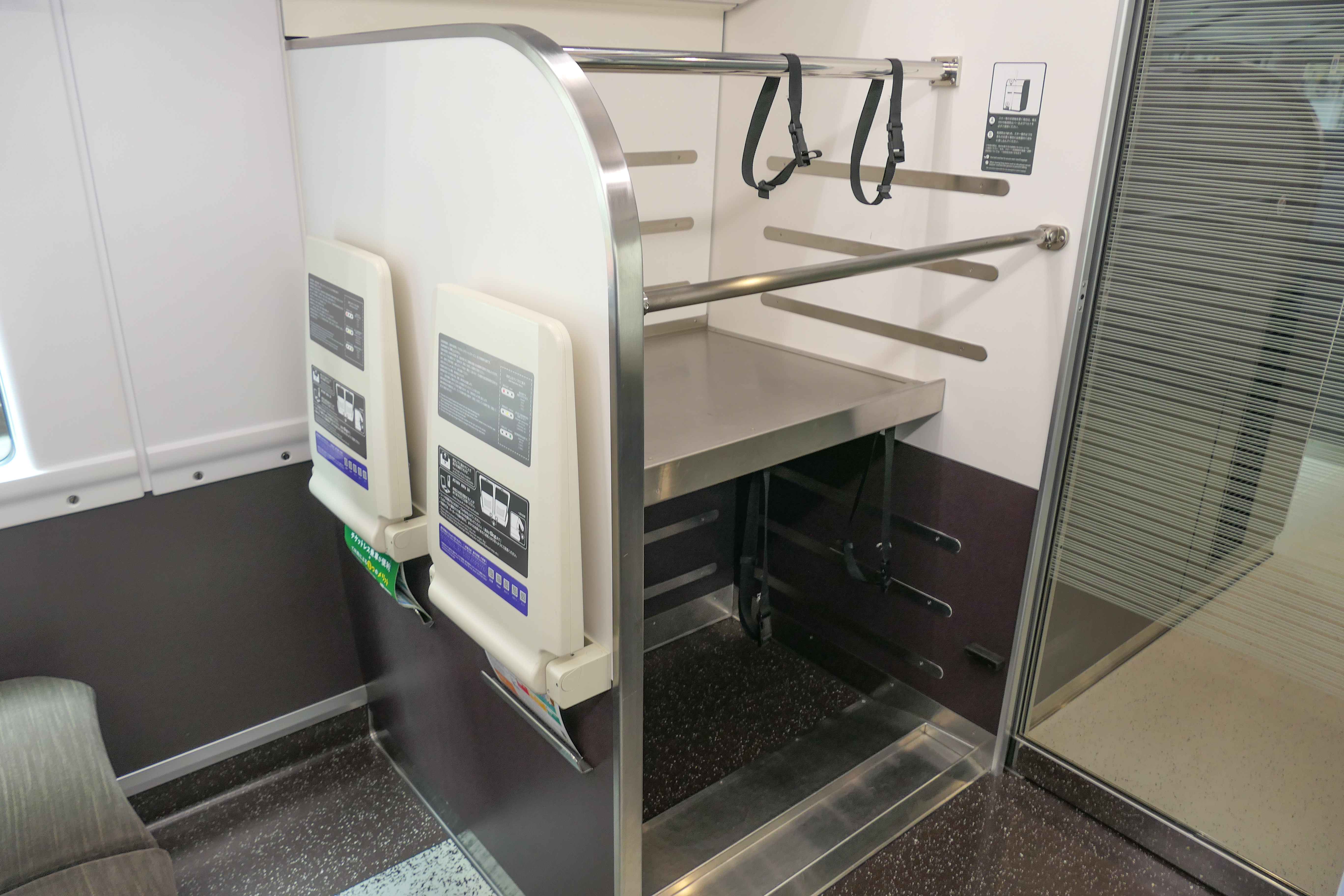
荷物置き場
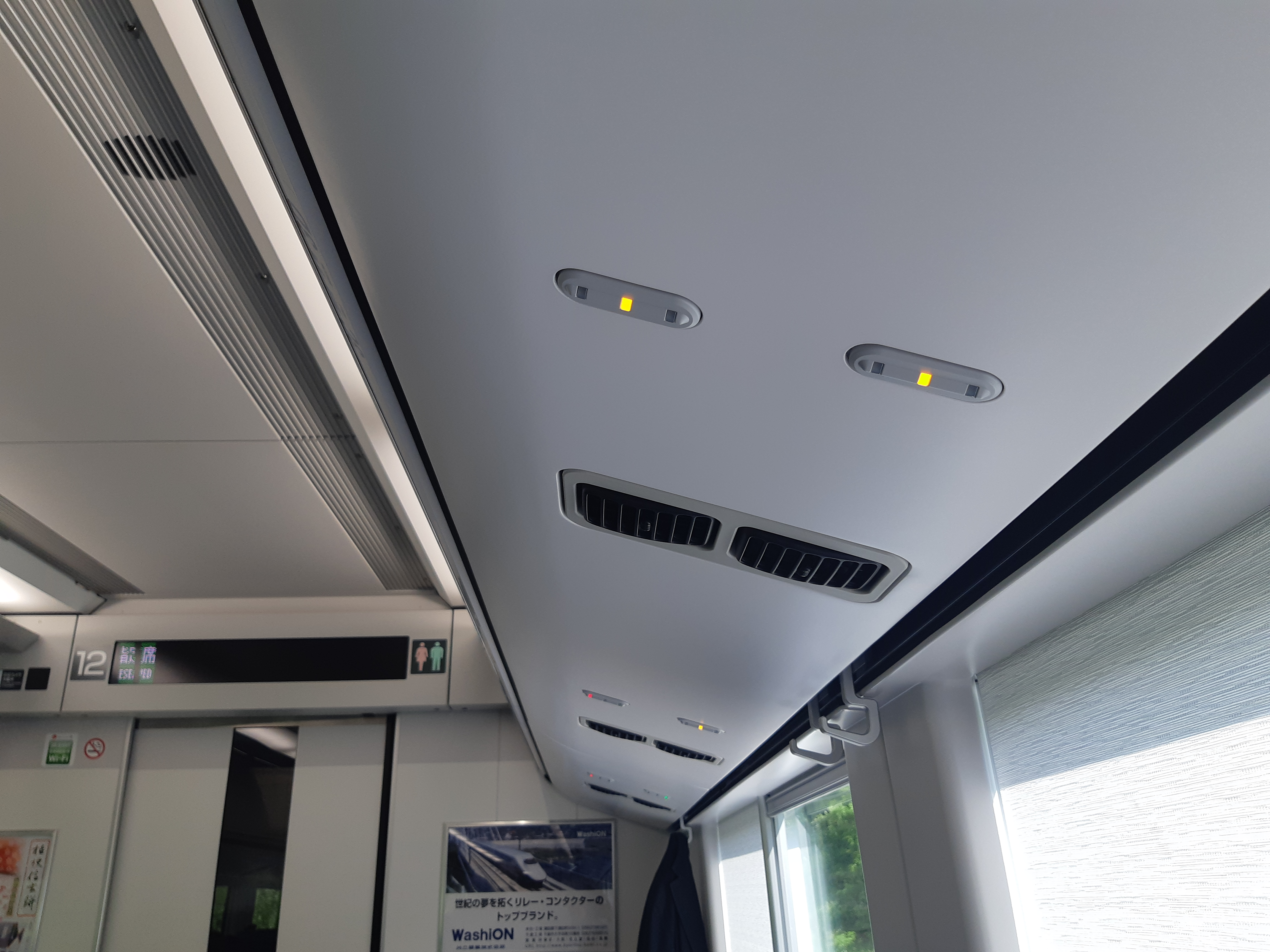
座席上方ランプ
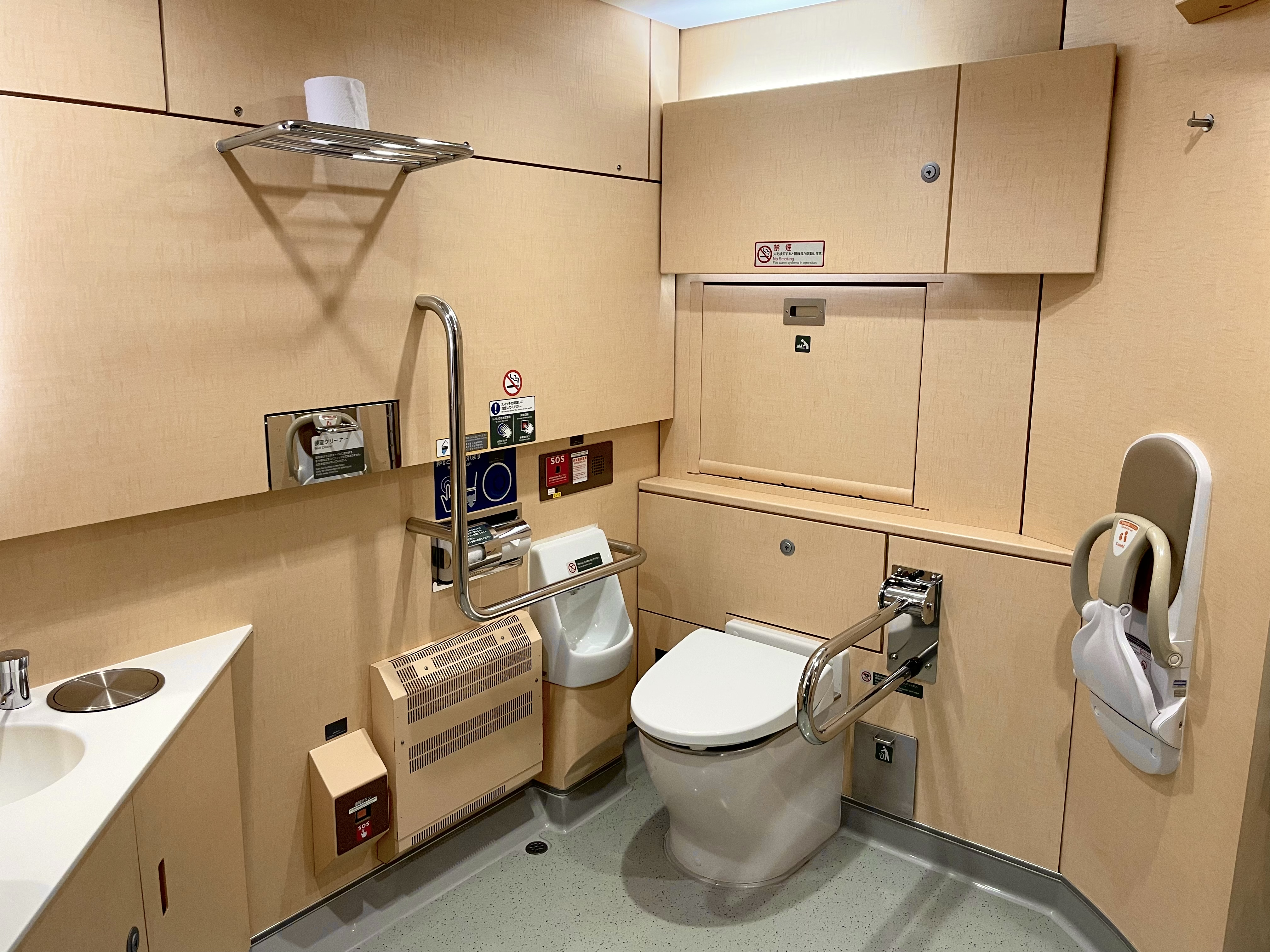
バリアフリートイレ
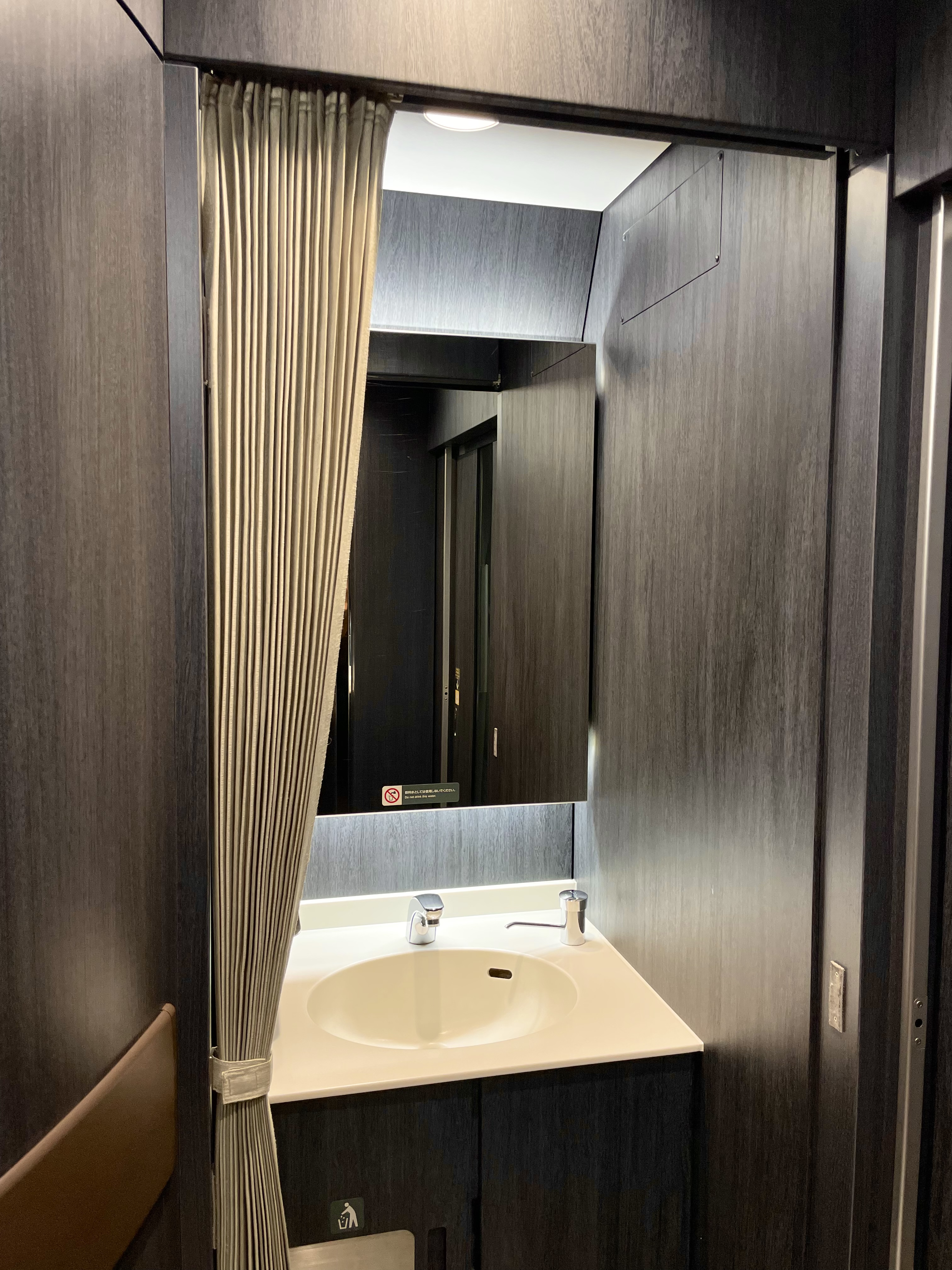
洗面台

### 運転室
運転室は客室よりも1,350 mm高い高運転台構造。運転台は速度計・圧力計などの計器類や保安表示灯は廃止し、これらを液晶ディスプレイに表示するグラスコックピット方式とした。
主幹制御器は左手操作形のワンハンドル式で、ノッチ刻みは力行1 - 5段、抑速・常用ブレーキ1 - 7段・非常位置となる。運転室側面の側窓は、左右側面とも後方に向かって開くことができる。

### 主要機器

#### 電源・制御機器
制御装置は三菱電機製のIGBT素子によるPWM制御インバータ1基で2両分（8基）の電動機を制御する1C4M（2群）のSC108 および1両分（4基）の電動機を制御する1C4MのSC109を搭載するVVVFインバータ制御である。
ブレーキ方式は回生・発電ブレーキ併用電気指令式空気ブレーキを採用している。これは、周囲に負荷となる車両が存在しない状況での回生ブレーキが失効することがあっても、ブレーキ抵抗器・ブレーキチョッパ装置・ブレーキチョッパリアクトルなどで構成された回生・発電ブレンディングブレーキシステムによって発電ブレーキが併用されることで、安定した電気ブレーキ力の継続を図ることができる。ブレーキチョッパ装置はVVVFインバータ装置に内蔵されて両者間のぎ装配線の削減が図られているが、車体傾斜に必要な機器が増加するため、従来は床下にあった機器の一部を車内に配置している。
力行・ブレーキ指令とも、車両情報管理装置（TIMS）でノッチ条件や車両の荷重条件などが加味され、力行・ブレーキトルクの演算を行った後に、VVVFインバータ制御装置やブレーキ装置に力行指令やブレーキ指令を伝えている。
補機用の電源となる静止形インバータ (SIV) は、のIGBT素子を使用した東洋電機製造製3レベル電圧系インバータで構成されており、集電装置からの直流1,500Vを電源として三相交流440V 60Hzを出力する。並列同期運転が可能な SC110（定格容量260 kVA）および待機二重形である SC89B（定格容量210 kVA）を採用する。基本編成は SC110 を3基搭載として並列同期運転を行うことで、故障時でも他の補助電源装置で基本編成全体の負荷を補うことができる。付属編成は SC89B を1基搭載としたが、待機二重形とすることで故障時の冗長性を確保している。
空気圧縮機はドイツ・クノールブレムゼ製のスクリュー式 MH3130-C1600S2（定格容量1,600L/min）を採用しており、車体傾斜装置使用に伴う圧縮空気の消費量の増加に対応するため、2号車のモハE353形1000番台を除いた全車両に搭載している。量産先行車では9号車のサロ353形には空気圧縮機を搭載していなかったが、量産車からは搭載した。
集電装置として搭載しているシングルアーム型パンタグラフ PS39は、E257系のPS36をベースに集電可能範囲を広くしたものである。バネ上昇式・空気下降式であり、TIMSに対応する上昇検知装置を備える、集電効率を向上させるためにメタライズドカーボンすり板を枕木方向に3列配置し、高速走行での追従性向上のためにオイルダンパーを搭載する。
モハE353形2000番台とモハE353形0番台に1基、モハE353形500・1000番台に予備を含めて2基搭載する。
主電動機は、E259系やE129系で実績のある自己通風式のかご形三相誘導電動機 MT75B を採用する。降雪地帯での走行を勘案して、主電動機冷却風を車体妻面の幕部に設置された整風板から取り入れて、風道のダクトを介して送る車体風道方式としている。
空調装置は、集中式の AU738 を屋根上に1両あたり1台搭載しており、容量は41.86 kW（36,000 kcal/h）である。E657系のAU734をベースに、車体傾斜させた場合でも車両限界内に収まるように外寸を変更したものである。空調装置の前後には丸みを帯びたカバーが取り付けられている。運転室には専用の冷房装置を設置している。

#### 台車
台車は、E259系やE657系をベースとした軸梁式軸箱支持装置を備えたボルスタレス台車（ヨーダンパ付）を採用する。電動台車は、フルアクティブ動揺防止装置を搭載したDT81、アンチローリング装置を搭載したDT82（量産先行車のみ）、フルアクティブ動揺防止装置及びアンチローリング装置を省略したDT81A（量産先行車のみ）を採用する。量産車では全車両にフルアクティブ動揺防止装置を搭載したため（後述）、DT82からDT82A（フルアクティブ動揺防止装置 + アンチローリング搭載）に変更した。寒冷地仕様のため、先頭車台車にはスノープラウを装着している。
付随台車は、フルアクティブ動揺防止装置および駐車ブレーキを備えたTR265、TR265から駐車ブレーキを省略したTR265A、フルアクティブ動揺防止装置及び駐車ブレーキを省略したTR265B（量産先行車のみ）を採用する。
車体傾斜機構は、E351系と同様の車体傾斜式車両であるが、マップ式制御のコロ式制御付き自然振子から、マップ式制御の車体と台車の間に取付けられた空気ばね（枕ばね）へ圧縮空気を吸排気することで、左右の空気ばねの高さを変えて車体を傾斜させる空気ばね式に変更されており、空気ばねへの吸排気機構に使用されている電磁弁を従来のON/OFF制御の電磁弁から比例制御の流量比例弁を用いることでE351系と同じ曲線通過速度を実現している。最大傾斜角は1.5度とE351系より傾斜角度が小さいためパンタグラフは屋根の上に直接搭載されている。パンタグラフを搭載した車両には前述のアンチローリング装置を搭載して車体傾斜の精度向上を図っている。
量産先行車には12両編成時の両端となる制御車両（クモハE353形・クハE352形）およびグリーン車のサロE353形のみにフルアクティブ動揺防止装置を搭載していた（クモハE352形は搭載準備工事）が、量産化では全車両に搭載され乗り心地に配慮することとなった。この経緯について、E351系の振子機構が評判が悪く失敗作であったため、技術開発に慎重を期した結果であるという証言を共同通信が報道している。また、3両の付属編成は形式上全車が電動車となっているがクモハE352形とクモハE353形は運転台側の台車が付随台車、中間車側の台車が動力台車の「0.5M0.5T」の構成となり、編成単位では2M1TのMT比となっている。
駆動装置は、CFRP製のたわみ板を採用した、TD平行カルダン駆動方式 TD282C-H であり、耐水・耐雪構造を採用して歯車箱への浸水を防止している。歯車は、はすば歯車を用いた一段減速式で歯車比は96：17=5.65とし、収納する歯車箱は騒音・振動抑制の観点から、FCD（球状黒鉛鋳鉄）製としている。潤滑方式は、大歯車による完全飛沫潤滑方式とし、一体型歯車箱真円構造を採用して潤滑性能を向上させている。また、歯車と軸受への潤滑は共通の潤滑油によって行う。

## 形式

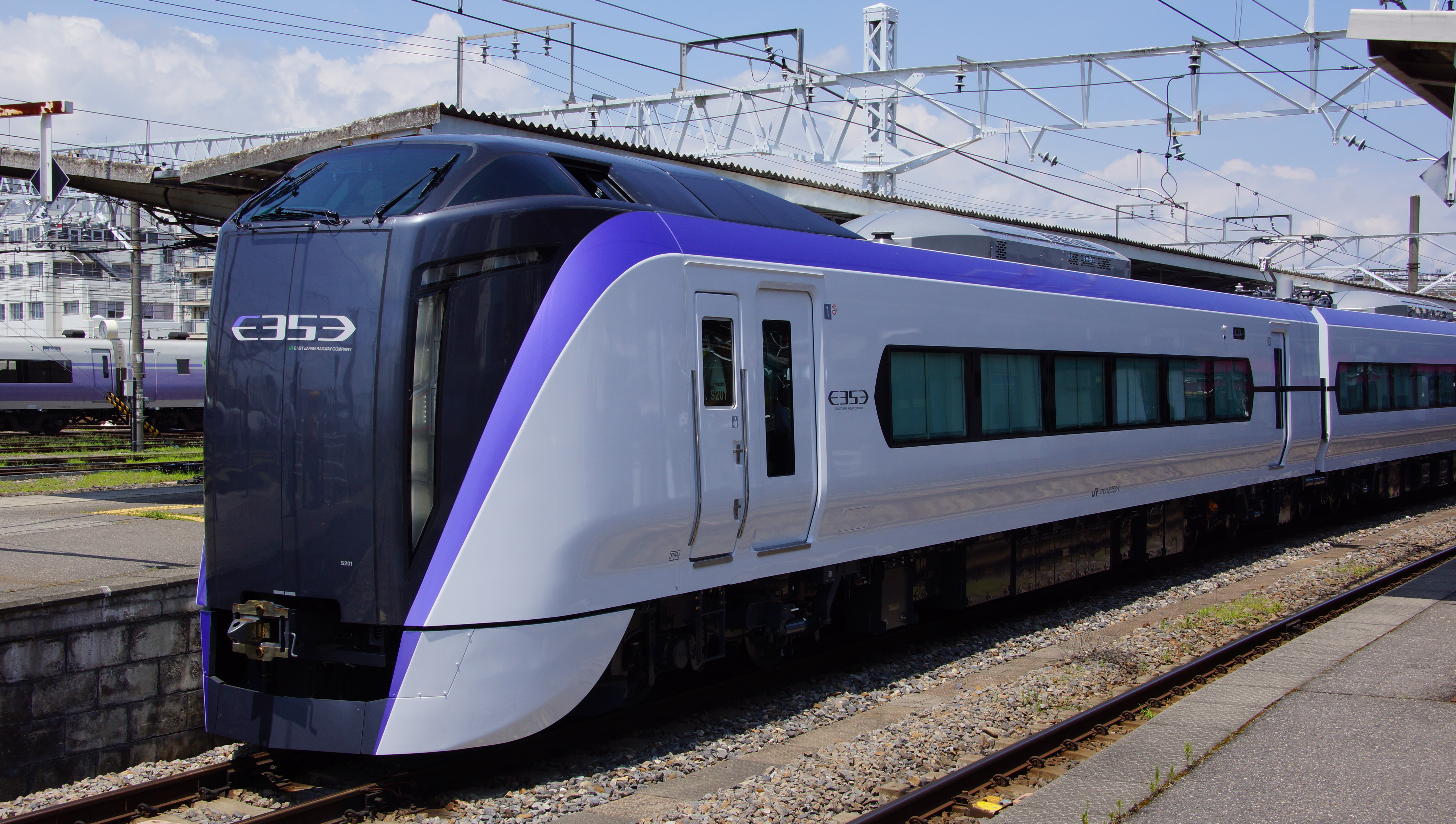
クモハE353形
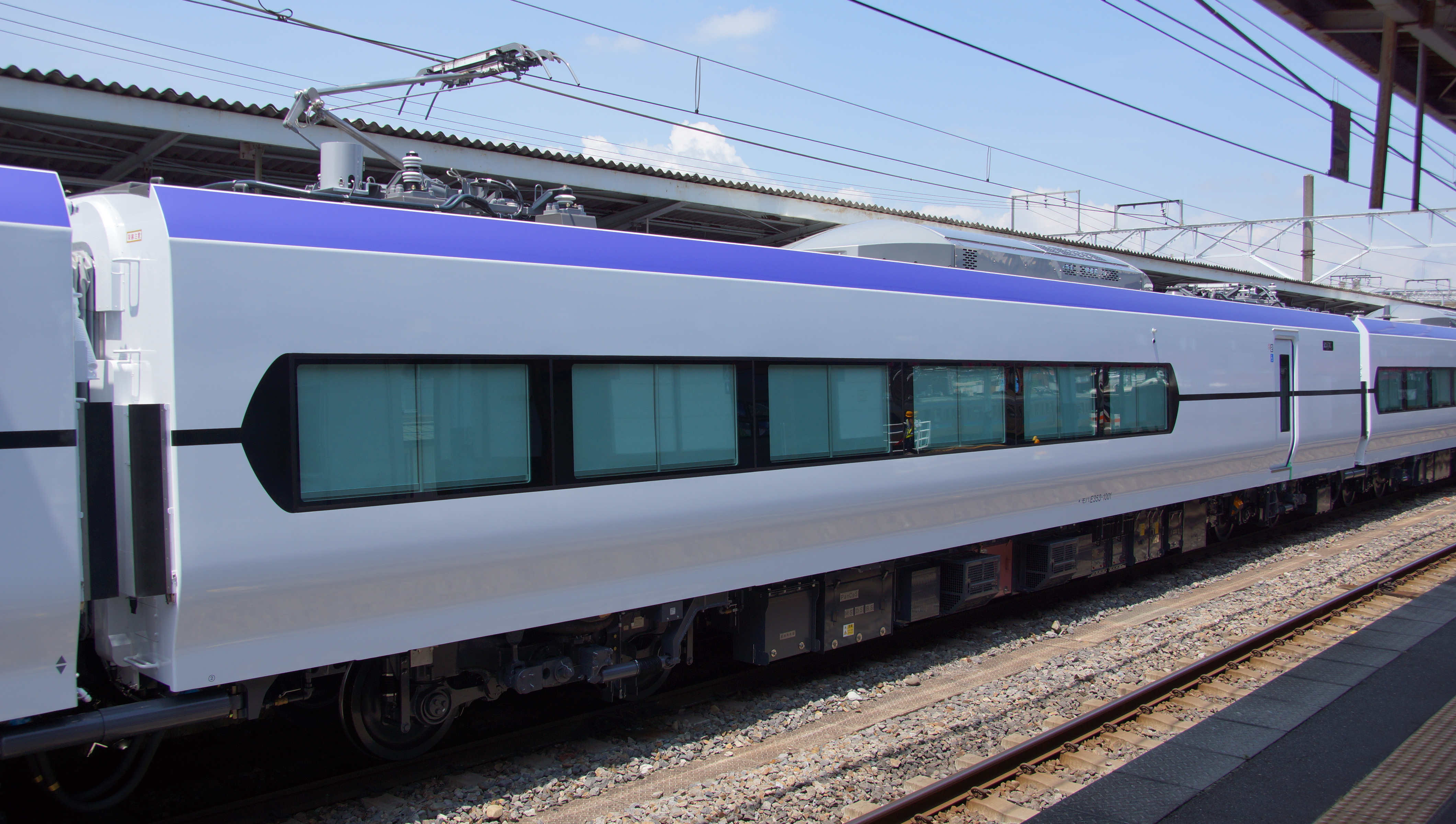
モハE353形1000番台
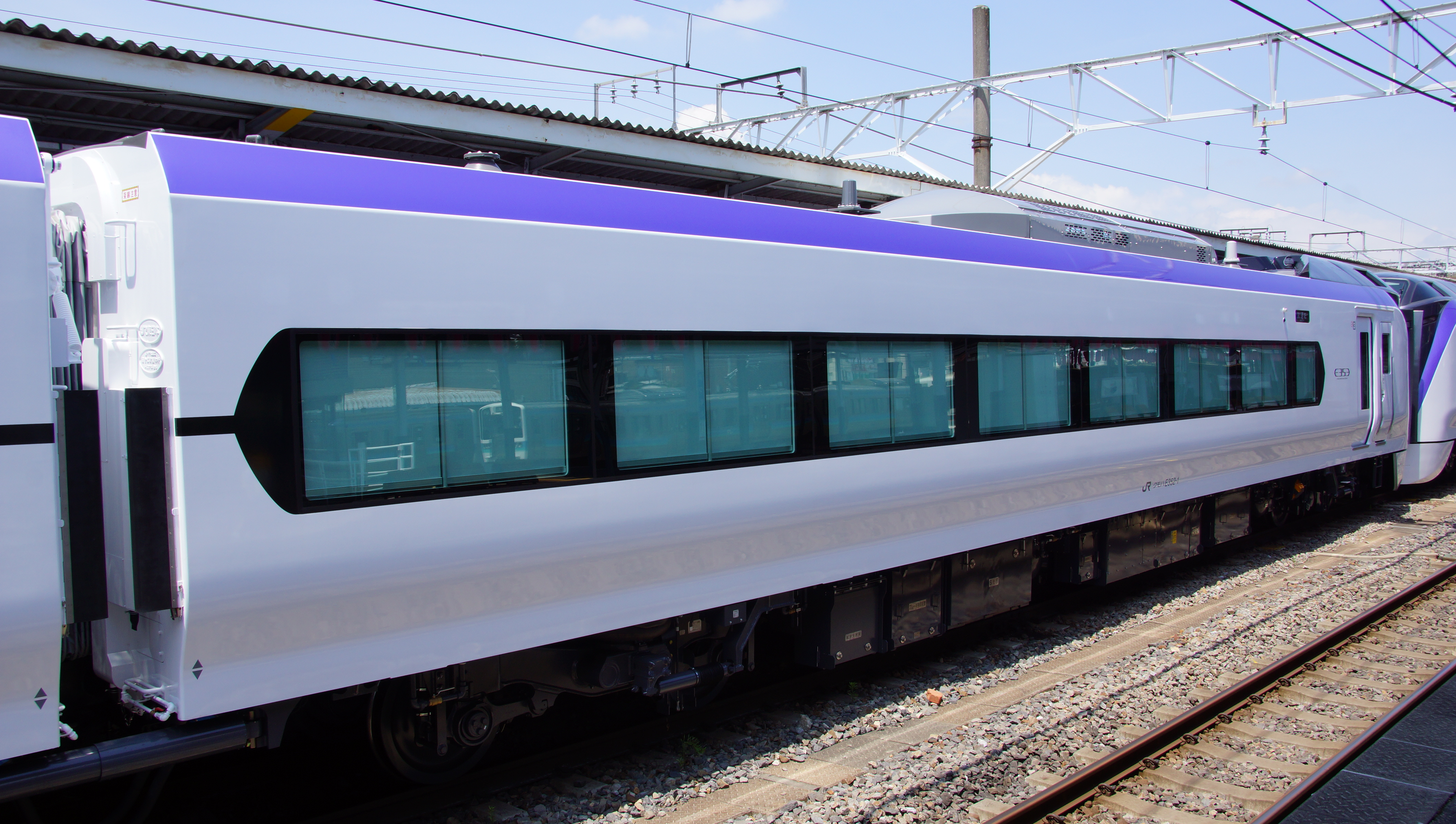
クモハE352形
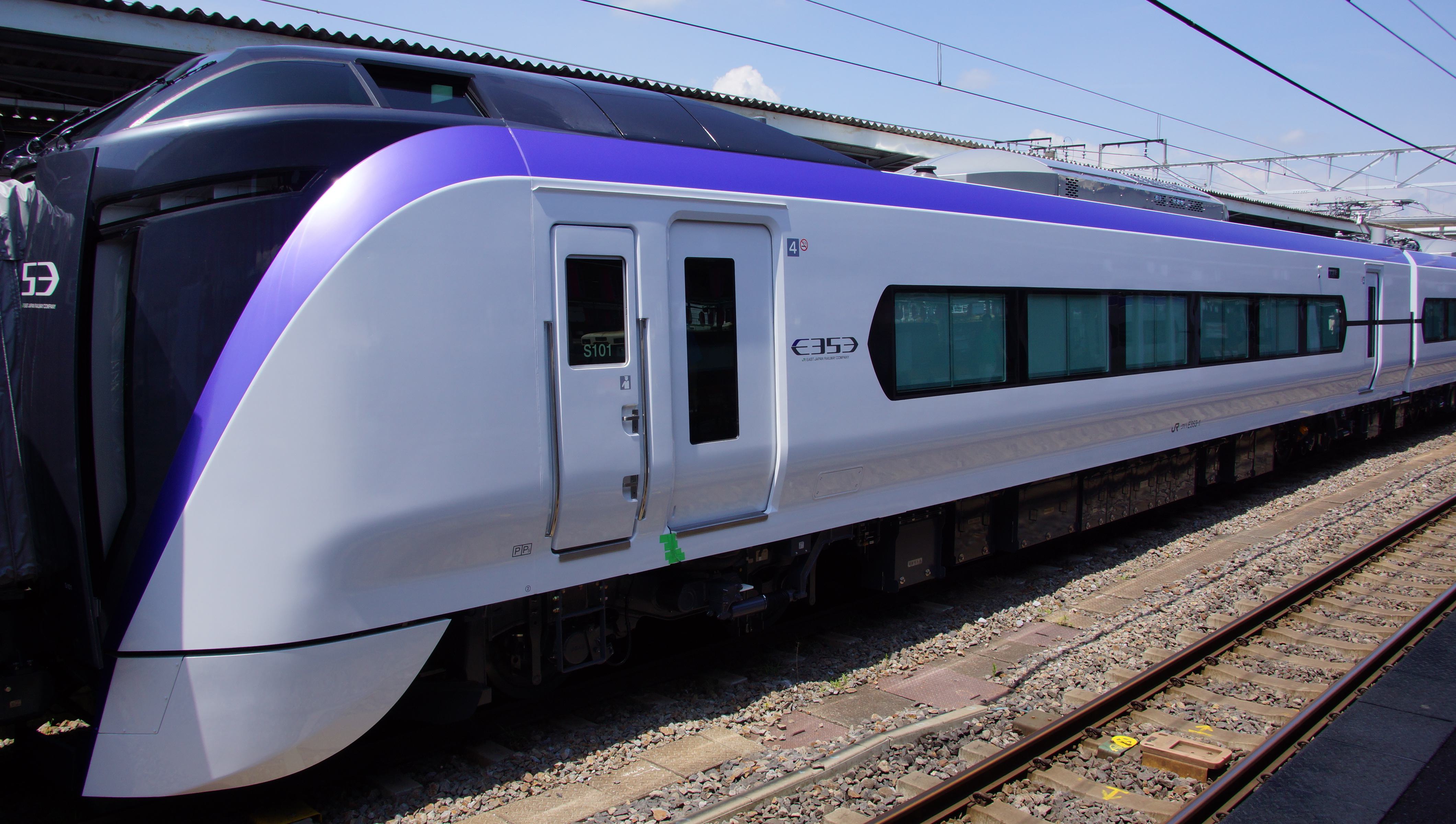
クハE353形
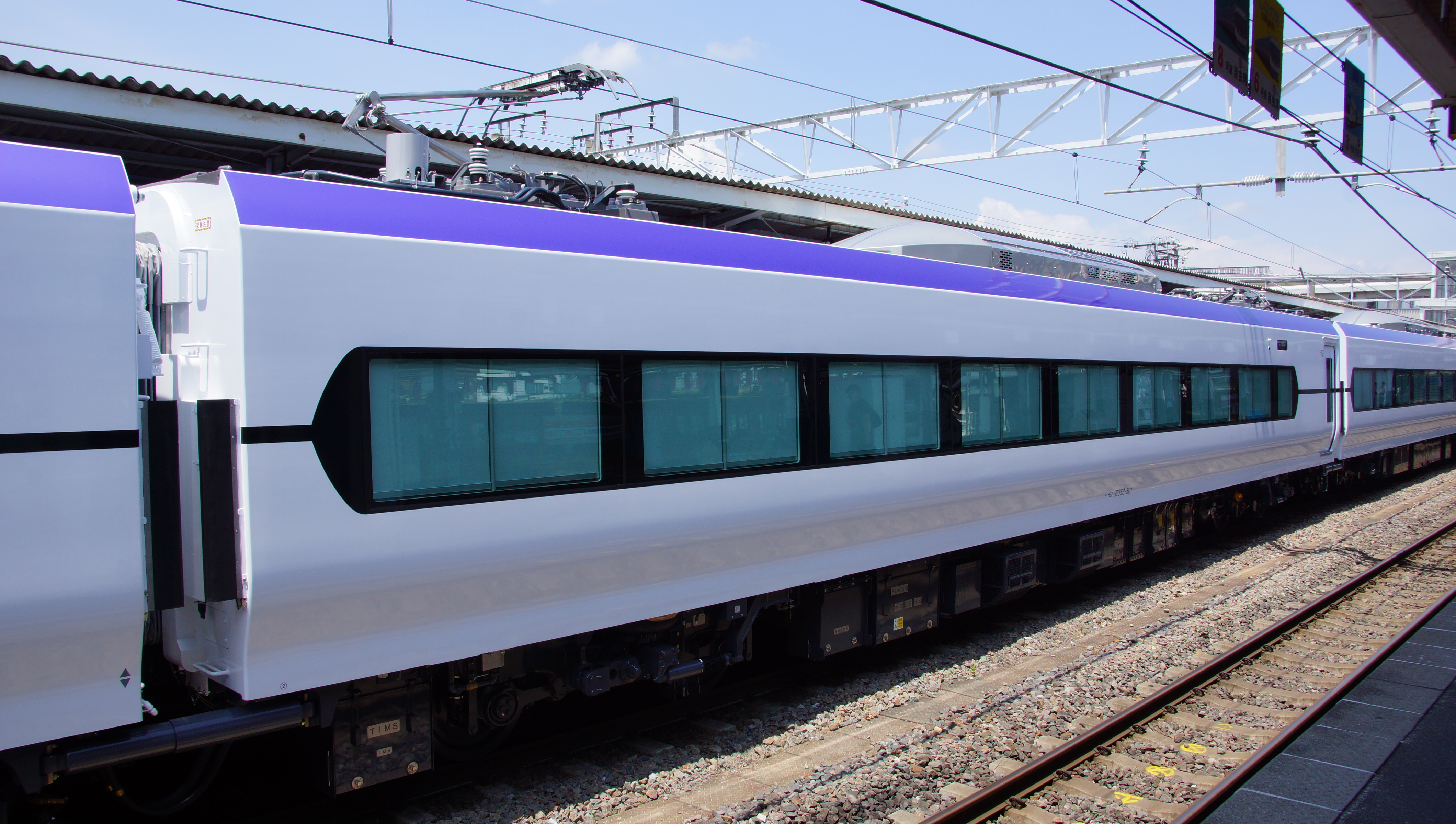
モハE353形500番台
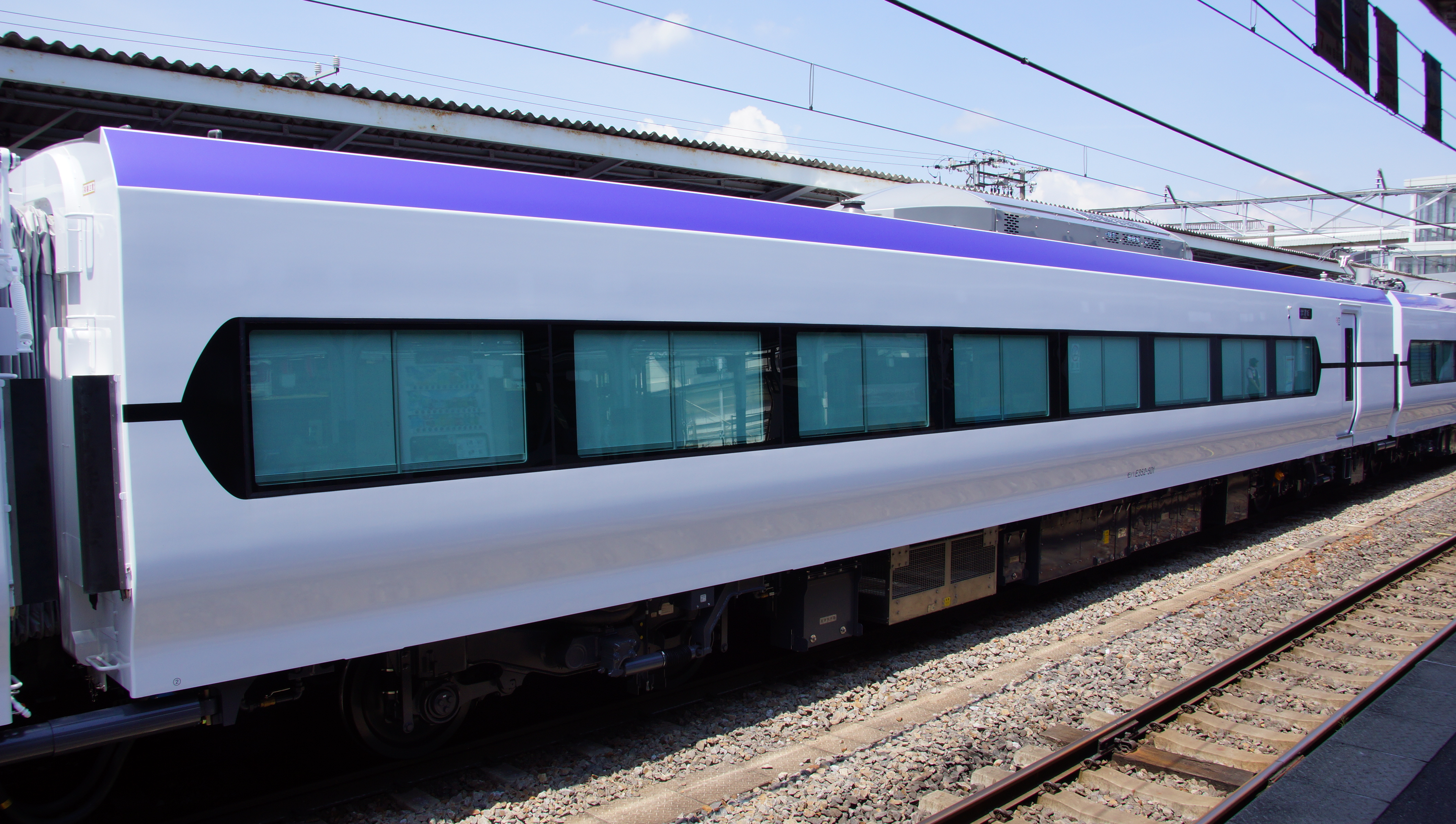
モハE352形500番台
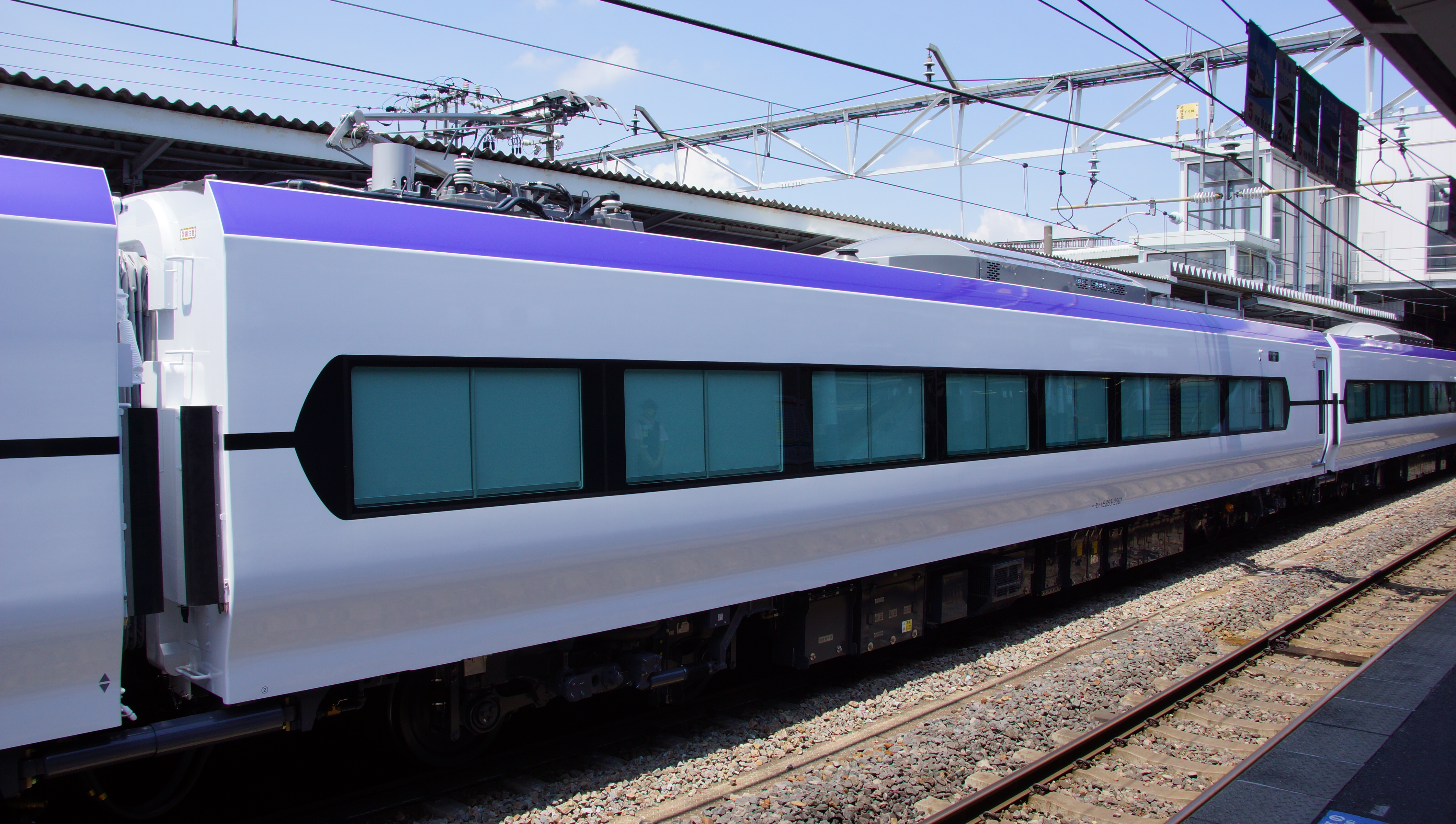
モハE353形2000番台
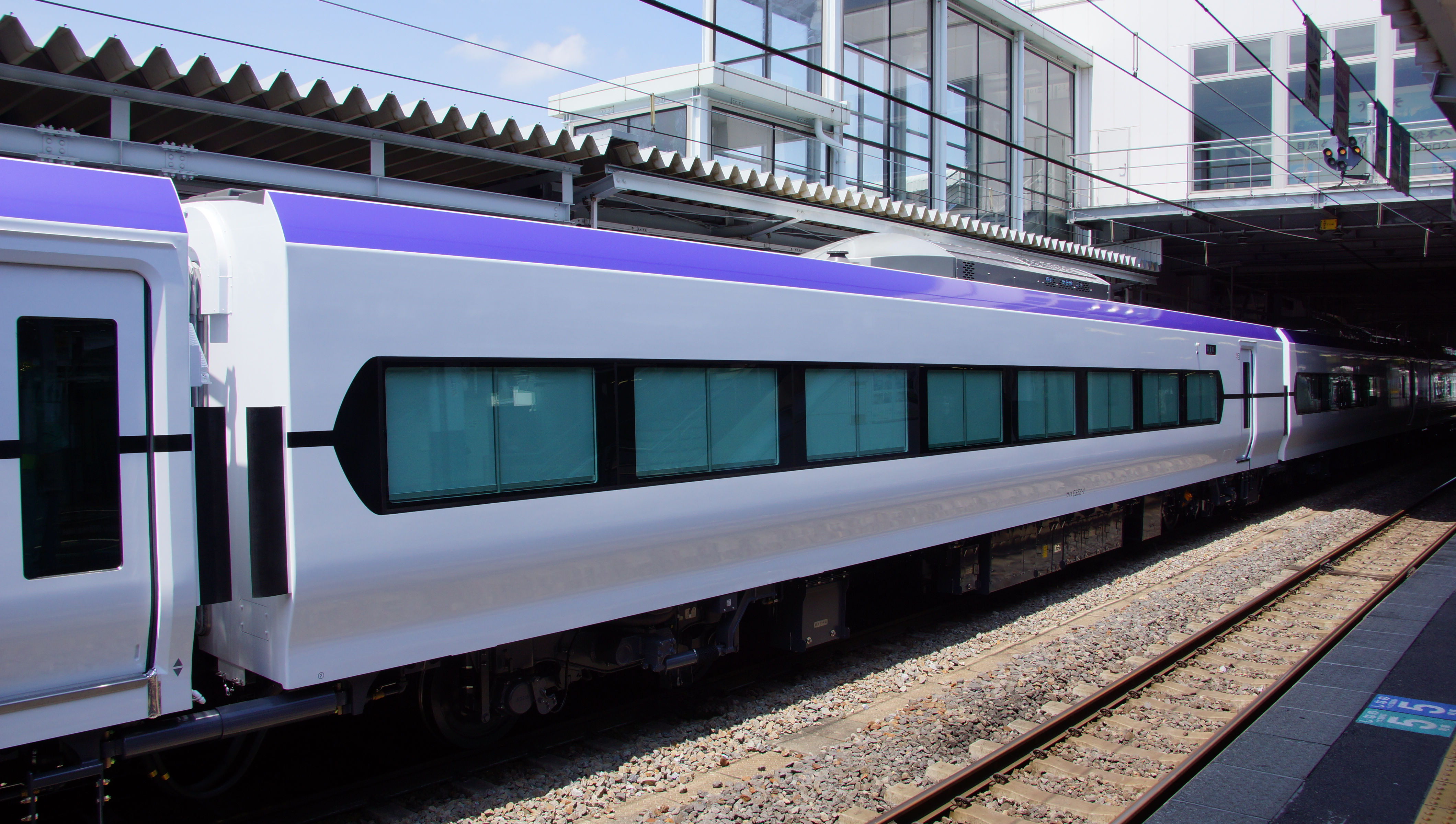
サハE353形
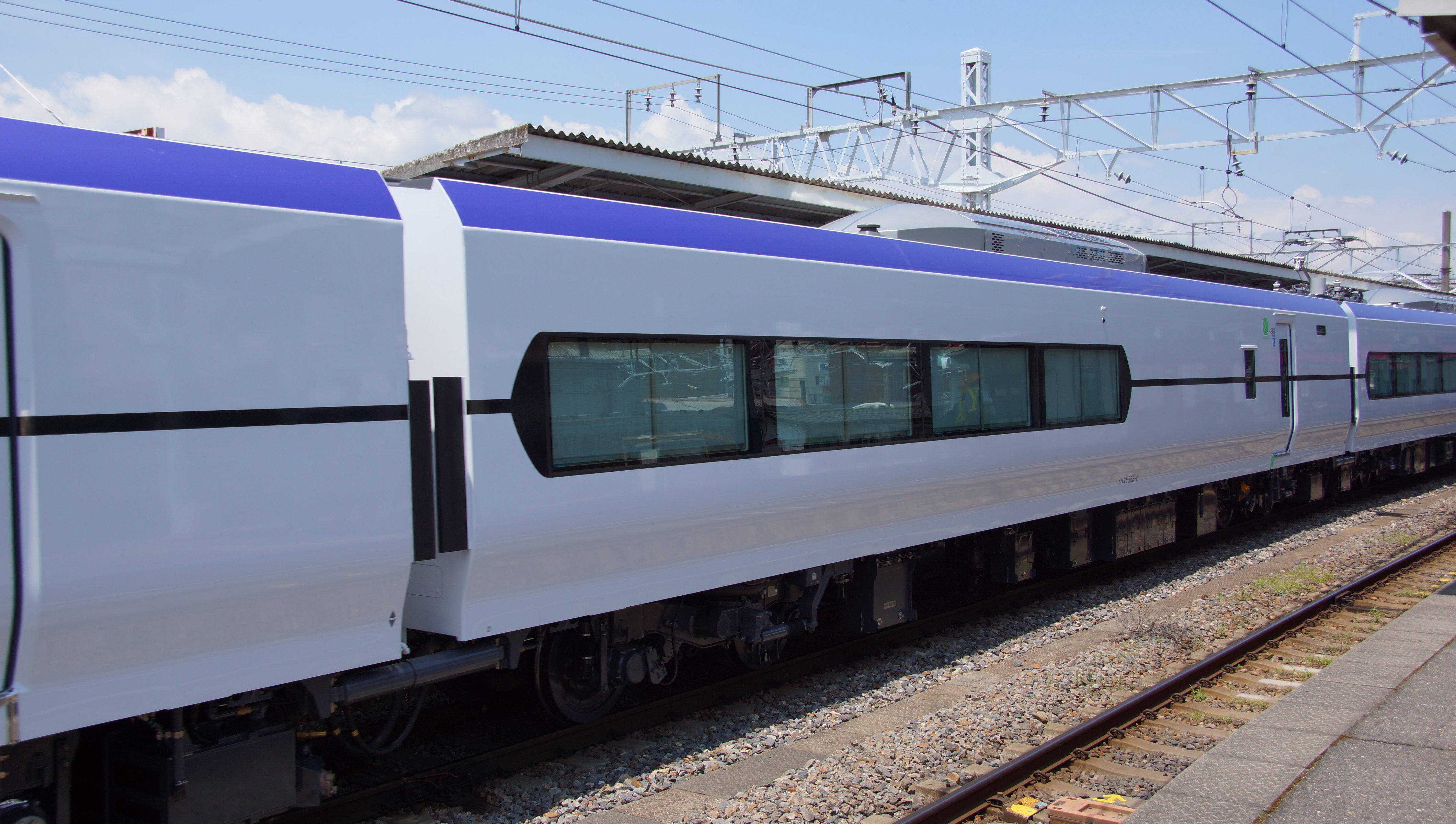
サロE353形
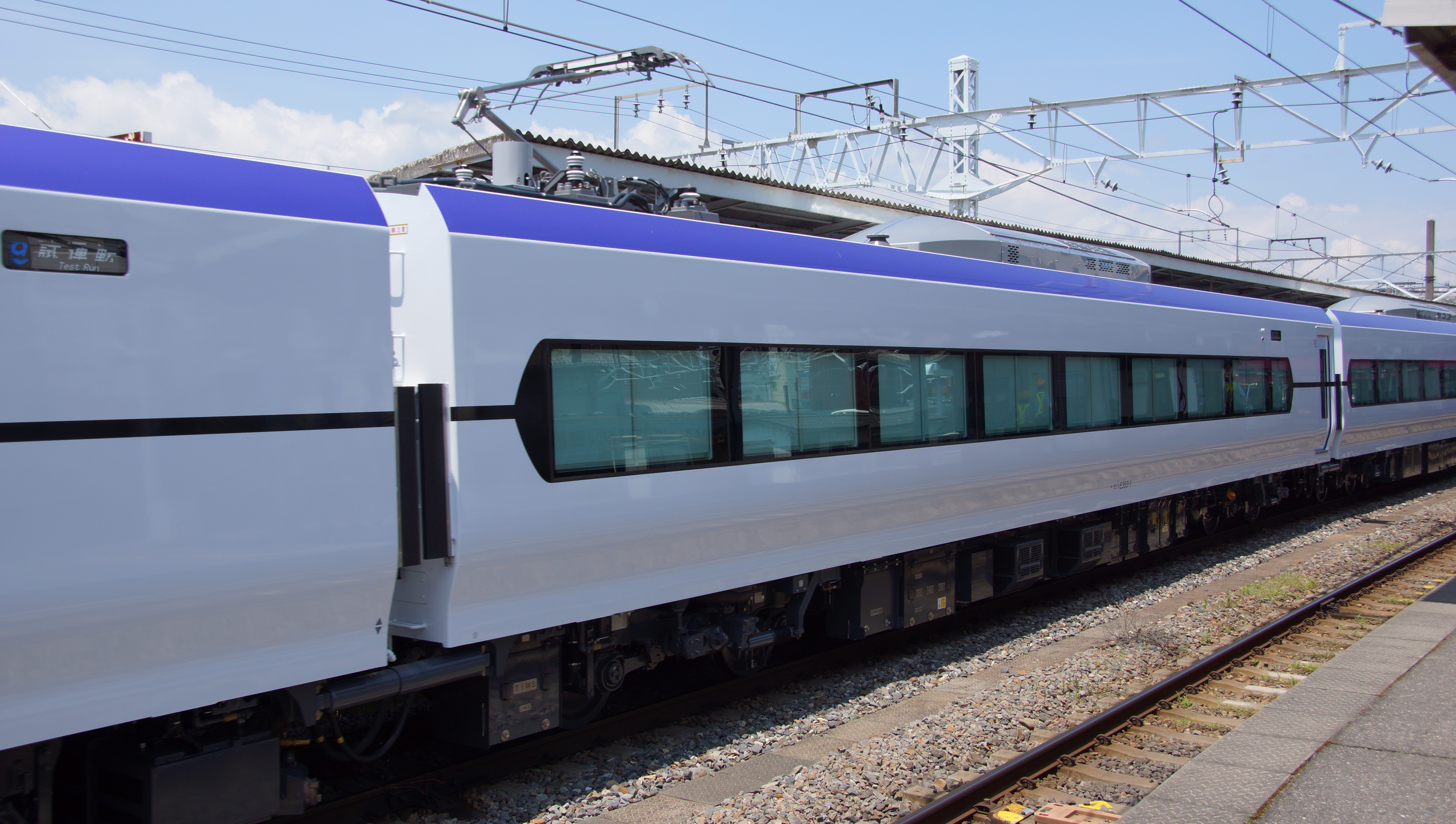
モハE353形0番台
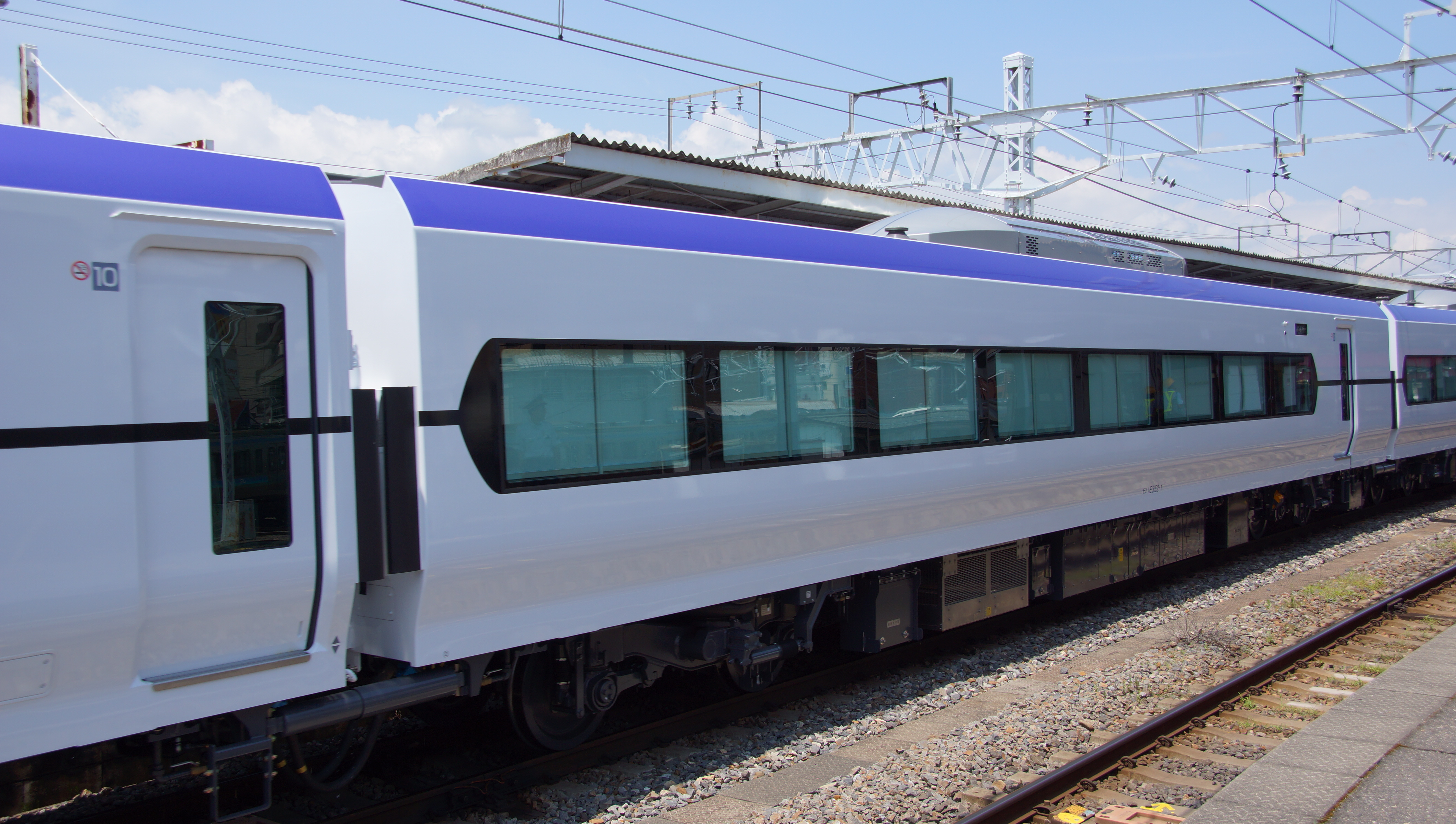
モハE352形0番台
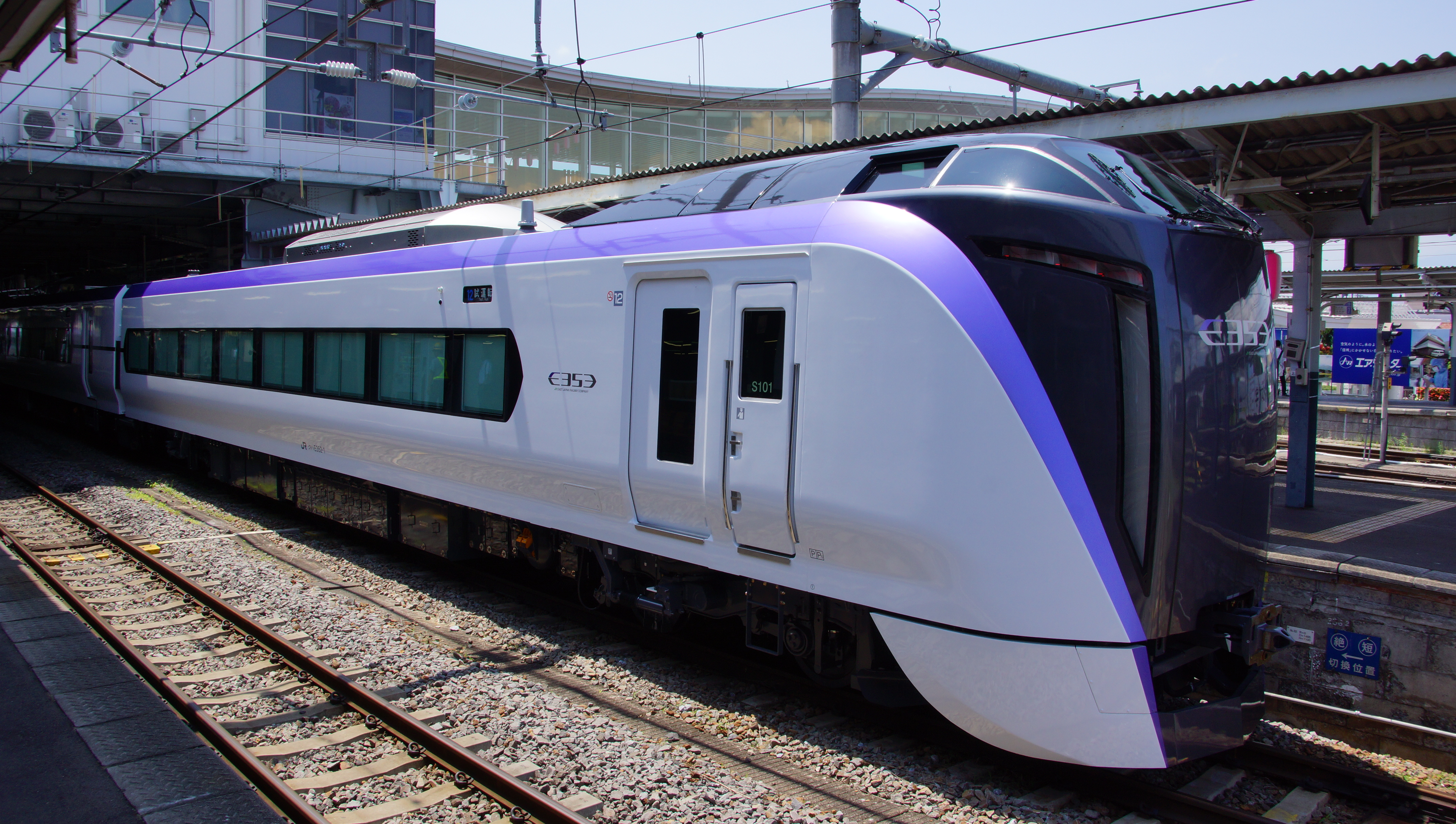
クハE352形

クモハE353形 (Mc)
普通席を備える東京方の制御電動車。付属編成の1号車として使用される。前位に運転台、後位に荷物置場・トイレ・洗面所を備え、空気圧縮機を搭載する。前位側が付随台車、後位側が動力台車の0.5M構成で、モハE353形1000番台とユニットを組んで使用される。
クモハE352形 (M'c)
普通席を備える松本方の制御電動車。付属編成の3号車として使用される。前位に運転台と荷物置場を備え、空気圧縮機・補助電源装置を搭載する。前位側が付随台車、後位側が動力台車の0.5M構成で、モハE353形1000番台とユニットを組んで使用される。
モハE353形
普通席を備える中間電動車。
0番台 (M)
10号車としてモハE352形0番台とユニットを組んで使用される。9号車寄りに車椅子対応スペースを2席分設置。車内に荷物置場を備え、制御装置、空気圧縮機、集電装置（1基）を搭載する。
500番台 (M)
5号車としてモハE352形500番台とユニットを組んで使用される。車内に荷物置場を備え、制御装置、空気圧縮機、集電装置（2基）を搭載する。
1000番台 (M1)
付属編成の2号車としてクモハE352形、クモハE353形とユニットを組んで使用される。後位に車椅子対応設備、車椅子対応トイレ・洗面所と多目的室を備え、制御装置、集電装置（2基）を搭載する。
2000番台 (M2)
7号車としてサハE353形とユニットを組んで使用される。車内に荷物置場を備え、制御装置、空気圧縮機、集電装置（1基）を搭載する。
モハE352形 (M')
普通席を備える中間電動車。
0番台 (M)
11号車としてモハE353形0番台とユニットを組んで使用される。後位にトイレ・洗面所を備え、空気圧縮機、補助電源装置を搭載する。
500番台 (M5)
6号車としてモハE353形500番台とユニットを組んで使用される。後位にトイレ・洗面所を備え、空気圧縮機、補助電源装置を搭載する。
クハE353形 (Tc)
普通席を備える東京方の制御車。4号車として使用される。前位に運転台、後位にトイレ・洗面所を備え、空気圧縮機を搭載する。
クハE352形 (T'c)
普通席を備える松本方の制御車。12号車として使用される。前位に運転台・荷物置場を備え、空気圧縮機を搭載する。
サロE353形 (Ts)
グリーン席を備える中間付随車。9号車として使用される。後位に車椅子対応設備、車椅子対応トイレ・洗面所、多目的室、車掌室、車内販売準備室・荷物置場、自動体外式除細動器（AED）を備え、空気圧縮機を搭載する。
サハE353形 (T)
普通席を備える中間付随車。8号車としてモハE353形2000番台とユニットを組んで使用される。後位にトイレ・洗面所を備え、空気圧縮機、補助電源装置を搭載する。
- クモハE353形
- モハE353形1000番台
- クモハE352形
- クハE353形
- モハE353形500番台
- モハE352形500番台
- モハE353形2000番台
- サハE353形
- サロE353形
- モハE353形0番台
- モハE352形0番台
- クハE352形

## 編成表
出典：
| ← 千葉・東京・新宿・河口湖甲府・松本・白馬・長野・富士山 → |                      |                            |                       |                    |                     |                      |                       |                   |                                                 |                   |                    |                     |
|                                                            |                      |                            |                       |                    |                     |                      |                       |                   |                                                 |                   |                    |                     |
| 号車                                                       | 付属編成             | 付属編成                   | 付属編成              | 基本編成           | 基本編成            | 基本編成             | 基本編成              | 基本編成          | 基本編成                                        | 基本編成          | 基本編成           | 基本編成            |
| 号車                                                       | 1                    | ＜ 2 ＞                    | 3                     | 4                  | ＜ 5 ＞             | 6                    | ＜ 7                  | 8                 | 9                                               | ＜ 10             | 11                 | 12                  |
| 形式                                                       | クモハE353 -0 （Mc） | モハE353 -1000 （M1）      | クモハE352 -0 （Mc'） | クハE353 -0 （Tc） | モハE353 -500 （M） | モハE352 -500 （M'） | モハE353 -2000 （M2） | サハE353 -0 （T） | サロE353 -0 （Ts）                              | モハE353 -0 （M） | モハE352 -0 （M'） | クハE352 -0 （Tc'） |
| 搭載機器                                                   | CP,BT                | VVVF                       | SIV,CP （BT）         | CP,BT              | VVVF,CP             | SIV,CP               | VVVF,CP               | SIV,CP            | CP,BT                                           | VVVF,CP           | SIV,CP             | CP BT,（BT）        |
| 空車車両重量(t)                                            | 38.8                 | 40.3                       | 39.9                  | 38.9               | 39.5                | 38.3                 | 37.7                  | 35.7              | 34.8**                                          | 39.1              | 38.3               | 36.1                |
| 車内設備                                                   | 運転室 WC,荷         | 車椅子席 車椅子WC 多目的室 | 運転室 荷             | 運転室 WC          | 荷                  | WC                   | 荷                    | WC                | 車椅子席 車椅子WC 多目的室 車販準備室 車掌室,荷 | 車椅子席 荷       | WC                 | 運転室 荷           |

※ 現在地を八王子駅として12号車側が甲府寄り、1号車側が新宿寄り。
- サロ353-0の重量は、量産先行車では33.1 t、量産車は空気圧縮機を搭載したため34.8 tに増加[17]
- WC：トイレ、荷：荷物置場
- VVVF：VVVFインバータ装置
- SIV：補助電源装置（静止形インバータ）
- CP：電動空気圧縮機
- BT：一般用蓄電池
- （BT）：起動用蓄電池（バックアップ用）
- ＜ ＞：シングルアームパンタグラフ

通常の運用では、2号車・5号車の松本寄りのパンタグラフは使用しない。

## 車歴表
- 製造…横浜：総合車両製作所横浜事業所
- 所属…松本：松本車両センター

## 運用
2017年10月26日に営業運転の開始が正式に発表された。同年12月23日から「スーパーあずさ」4往復で運転を開始し、2018年3月17日のダイヤ改正でE351系を全て置き換え、「スーパーあずさ」がE353系に統一された。さらに、同年7月1日より「あずさ」「かいじ」で運転されているE257系の一部（「あずさ」10往復中3往復、「かいじ」12往復中9往復）を置き換えた。
2019年3月16日のダイヤ改正で「スーパーあずさ」の名称が廃止され、「あずさ」「かいじ」に充当される車両は、一部の臨時列車を除き全てE353系に統一された。また、新設された富士急行線直通特急「富士回遊」、および「中央ライナー・青梅ライナー」に代わる特急「はちおうじ」「おうめ」での運用を開始した。同時に、中央東線の特急は全席指定席化され、料金体系も変更された。同年7月13日、「あずさ22号」が塩尻市の篠ノ井線踏切で乗用車と接触事故を起こし先頭のS206編成が運用を離脱、1年後の2020年9月4日より営業運転に復帰した。
2023年3月18日のダイヤ改正より、平日運転の篠ノ井線特急「信州」での運用を開始した。